# Daniel Cady Eaton
Daniel Cady Eaton  ( 12 de septiembre de 1834 - 29 de junio de 1895 ), graduado en Yale fue un botánico, ficólogo, briólogo y pteridólogo estadounidense. Obtuvo su doctorado en Harvard University con la supervisión del Dr. Gray.
Retornado a Yale sería uno de los primeros profesores de Botánica en EE. UU., y curador del Herbario de Yale por 31 años. Su especial área de estudios fueron los helechos, publicando Ferns of North America (Helechos de Norteamérica), en dos volúmenes, ilustrado en color por Charles Faxon (1846-1918) y J.H. Emerton. En la actualidad los originales se resguardan en la "División de Botánica del Herbario Yale", en el "Museo Yale Peabody.

## Algunas publicaciones
- Sphagna Boreali-Americana Exsiccata... Edición reimpresa de Nabu Press, 24 pp. 2012 ISBN 1277835934

- Flowers and Ferns of America. Vol. 2. Con Alpheus Baker Hervey. Edición reimpresa de BiblioBazaar, 242 pp. 2011 ISBN 1246239442

- Beautiful Ferns; from Original Water-Color Drawings after Nature. Paintings by C. E. Faxon and J. H. Emerton. New York: Nims & Knight, Troy. 1887 (ca. 1885). 96 pp, 10 planchas

- Reports upon the botanical collections made in portions of Nevada, Utah, California, Colorado, New Mexico and Arizona: during the years 1871, 1872, 1873, 1874, and 1875. Vol. 6 de Engineer department, U. S. Army. Con Joseph T. Rothrock, Sereno Watson, George Engelmann, Thomas Conrad Porter, Michael Schuck Bebb, William Boott, George Vasey, Thomas Potts James, Edward Tuckerman. Editor Govt. Print. Off. 404 pp. 1878

- Plain Directions for Collecting Algae. 4 pp. 1872

- Botany. United States Geological Exploration of the fortieth parallel. [Report ... vol. v]. Professional papers 18. Con Sereno Watson. Editor U.S. Gov. Printing Office, 525 pp. 1871 en línea. Edición reimpresa de Nabu Press, 672 pp. 2012 ISBN 1286347858

- On the Genus Woodsia. 91 pp. 1865

- Enumeration of the Ferns of Cuba and Venezuela. 1860

- Flora of the southern United States: containing abridged descriptions of the flowering plants and ferns of Tennessee, North and South Carolina, Georgia, Alabama, Mississippi, and Florida: arranged according to the natural system. Con Alvan Wentworth Chapman. Editor Ivison, Phinney, 621 pp. 1860 en línea

- The Ferns of North America: Colored Figures and Descriptions, with Synonomy and Geographical Distribution of the Ferns (Including Ophioglossaceae) of the United States of America and the British North American Possessions. Vols. 1-2. 81 planchas color de James H. Emerton & C. E. Faxon. Salem, Massachusetts: S. E. Cassino. 1877-1880. Folio. Reeditó Gral. Books LLC, 208 pp. 2009 ISBN 1150243341

- Systematic Fern List: : a classified list of the known ferns of the United States of America, with the geographical range of the species [Norteamérica esteña]. 12 pp. 1880

- La abreviatura «D.C.Eaton» se emplea para indicar a Daniel Cady Eaton como autoridad en la descripción y clasificación científica de los vegetales.[1]